# B7 (Zypern)
Die B7 ist eine Hauptstraße erster Ordnung in Zypern. Sie verbindet die Hafenstadt Paphos mit dem Ort Polis im Westen der Insel auf einer Strecke von etwa 35 km.

## Verlauf
Die B7 beginnt in der Altstadt von Paphos in einer Kreuzung mit der B20. Die Verbindung nach Osten wird hier von der B6 weitergeführt. Die B7 verläuft in nördlicher Richtung aus der Stadt heraus und führt über Land durch die Orte Mesogi, Stroumpi, Giolou und Skoulli bis zu dem Küstenort Polis an der Nordwestküste Zyperns.